# 二次調査
二次調査、二次研究 (英: secondary research)とは、既存の調査の要約、照合、統合をすること。一次調査 (独自研究) がデータの生成を伴うのに対し、二次調査は分析のためのデータのソースとして一次調査ソースを使用するという点で一次調査とは対照的である。 一次研究かどうかを判断するには、著者がデータがどのように生成されたかを説明する「方法」の章の有無を確認する。
二次研究の一般的な例には、教科書、百科事典、ニュース記事、総説、メタ分析などがある。 
二次研究を行う場合、著者は公開された学術論文、政府文書、統計データベース、および歴史的記録からデータを引用する。 

## 使用方法
この用語は、一次調査、法律調査、市場調査で広く使用されています。健康二次研究の主要な方法論は、一般的にメタアナリシス統計手法を使用する系統的レビューですが、現実主義的レビューやメタナラティブレビューなど、他の統合方法が近年開発されています。このような二次研究では、他の人の一次研究を通常は研究出版物やレポートの形で使用します。
市場調査の場合、二次調査には、電話インタビューや調査など、ファーストパーティから収集されたデータのセカンドパーティの再利用が含まれます。
流通市場調査は、すでに組み立てられ、整理されている調査の一分野です。 二次調査は、より広範な調査が必要になる前に、市場に関する知識を得るのに役立ちます。特に市場調査では、調査はすでに誰かによって分析されているため、一次調査よりも二次調査を使用する方が有益です。 
流通市場調査は2つのカテゴリーに分けることができます。最初のカテゴリは、機関や会社などの内部ソースからの情報であり、2番目のカテゴリは、組織または機関の外部で保持されている外部ソースからの情報です。 二次市場調査は過去の情報を利用し、すでに収集したデータを再利用するため、より経済的である。

## 一次調査と二次調査
一次調査とは、それを使用する人が直接収集した独自の調査である。 独自研究ともいわれる。一次調査を実施する際の目標は、これまでに尋ねられたことのない質問に答えることです。 さらに、自分の偏見をなくすために、他の人が研究を検証する必要があります。 一次調査は、調査、観察、またはインタビューです。このタイプの調査は、より時間がかかる傾向があり、費用がかかる可能性があります。 可能であれば、一次調査の前に二次調査を行って、まだ利用できない情報を特定する必要があります。
二次調査は、すでに公開されているデータと他の実施された調査から収集された情報に基づいています。 研究者は、どの情報がまだ入手できないかを判断するために、一次研究の前に二次研究を行うのが一般的です。 二次研究は、新しい研究プロジェクトを開始するときに開始するのが簡単な場所です。二次調査の信頼性は、データの出所や調査の共有者によって異なります。 二次資料に基づいて独自の要約を作成すると、バイアスや誤解が生じ、研究プロジェクトに悪影響を与える可能性があります。